# Aerobús

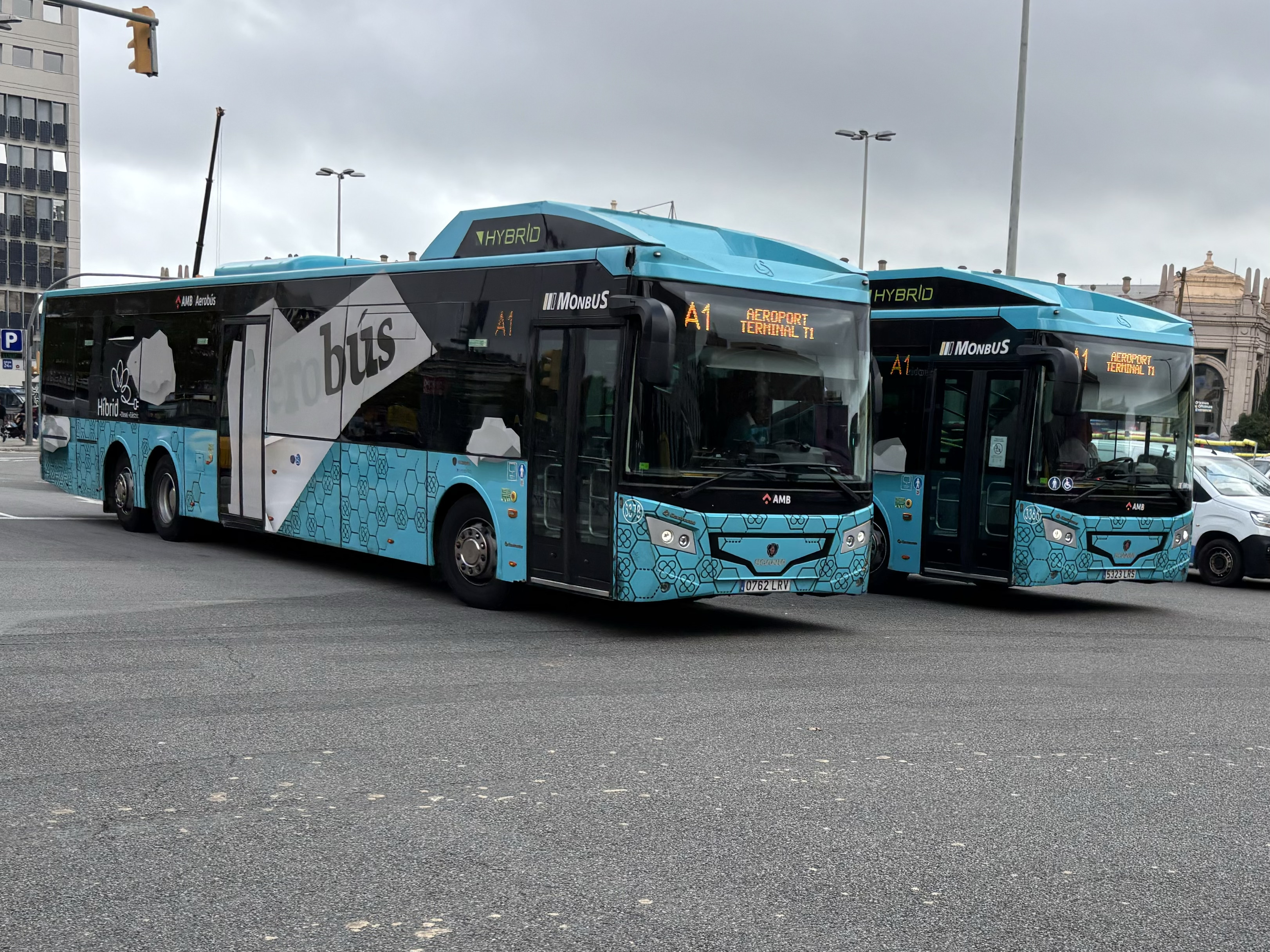
Autobuses de la línea A1 en Pl. España dirección Aeropuerto.

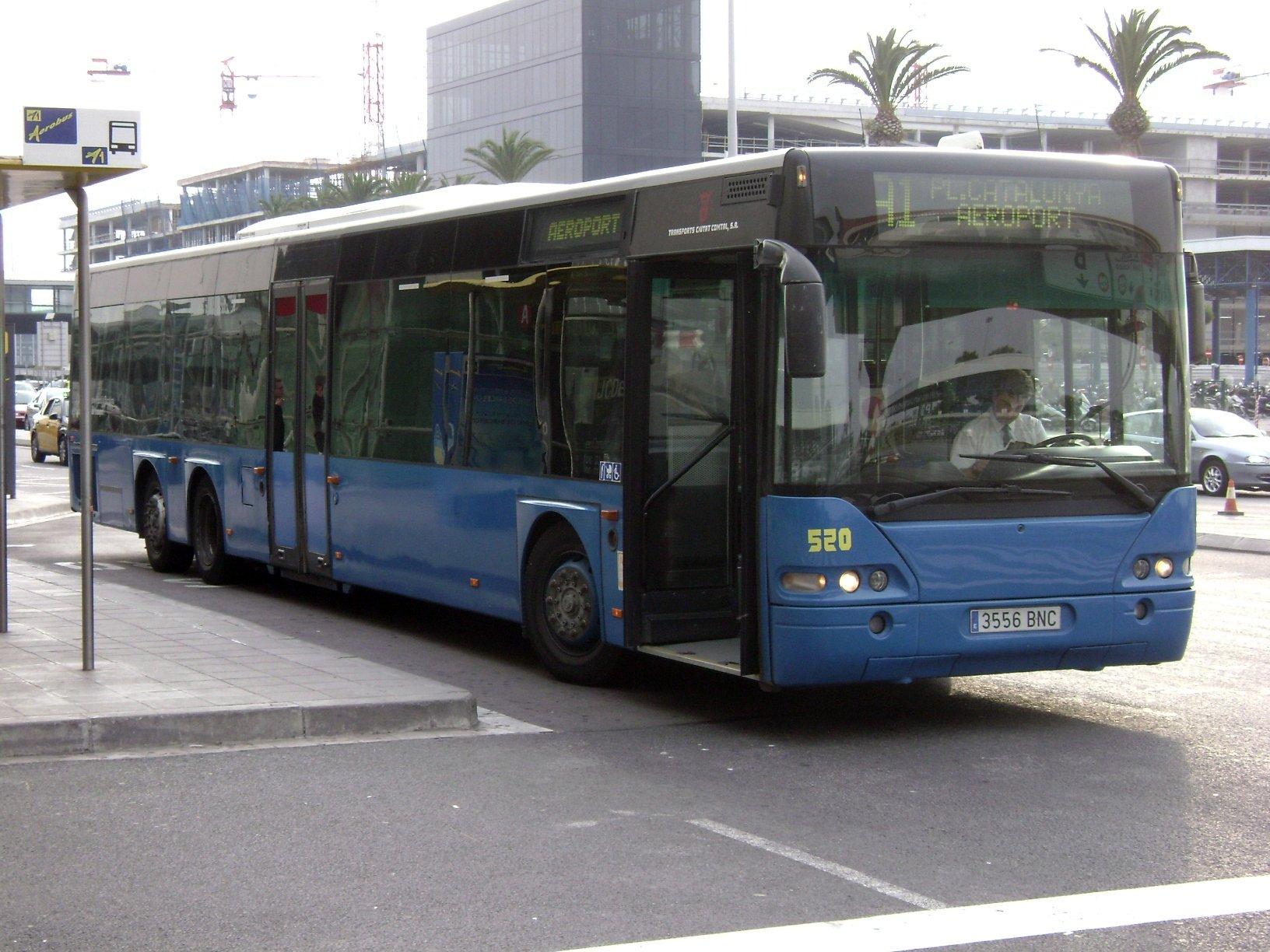
Antiguo aspecto que tenían los autobuses del Aerobús en el año 2009.

Aerobús es el nombre que recibe el servicio de autobús interurbano de la empresa Monbus que une Barcelona y el Aeropuerto de Barcelona-El Prat. El trayecto se realiza en unos 30 minutos los 365 días del año y 24 horas al día, con una frecuencia diurna de un bus cada 6 minutos para la Terminal 1 y de 12 min. para la Terminal 2. .
La frecuencia nocturna del Aerobuús es de un bus cada 20 minutos, de 23 h. a 5 am.

## Líneas
- A1 Barcelona Pl. Cataluña - Aeropuerto de Barcelona-El Prat T1

- A2 Barcelona Pl. Cataluña - Aeropuerto de Barcelona-El Prat T2

## Tarifas
La red de Aerobús no está integrada en el Sistema Tarifario Integral de Barcelona.
- Billete sencillo: 7,25 €[Nota 1] Da derecho al transporte de una persona y su equipaje. Válido hasta una hora después de su adquisición.

- Billete de ida y vuelta: 12,50 €[Nota 1] Da derecho al transporte de una persona y su equipaje. La ida es válida hasta 1 hora después de su adquisición, y la vuelta válida hasta 90 días después de su adquisición.[Nota 2]

### Punto de venta de billetes
- Paradas del Aerobús, al personal de parada (pago con efectivo y tarjeta).[Nota 3]
- Máquinas de venta automática (pago con tarjeta de crédito)
- Autobús, al conductor  (pago con efectivo y tarjeta).[Nota 3]
- Online desde su web

## Características
| Prestación                       | Disponibilidad en la red |
| -------------------------------- | ------------------------ |
| Adaptada a                       | Sí                       |
| TMB iBus (tiempo de espera )     | 5-10 min                 |
| Pantallas informativas           | Sí                       |
| Espacio reservado para equipajes | Sí                       |
| Línea de tránsito rápido         | No                       |
| Circula en días festivos         | Sí                       |